# تلمبه بامری
تلمبه بامری، روستایی از توابع بخش مرکزی شهرستان عنبرآباد در استان کرمان ایران است.

## جمعیت
این روستا در دهستان جهادآباد قرار دارد. براساس سرشماری مرکز آمار ایران در سال ۱۳۸۵، جمعیت آن ۱۶ نفر (۶ خانوار) و براساس سرشماری مرکز آمار ایران در سال ۱۳۹۵، سکنه آن کمتر از ۳ خانوار بوده‌است.